# World of Warships
World of Warships é um jogo multijogador online grátis para jogar com tema de guerra naval, desenvolvido produzido e publicado pela Wargaming. Os jogadores podem lutar contra outros aleatoriamente ou jogar tipos de batalha cooperativa contra bots ou um modo de batalha avançado de jogador contra ambiente (PvE). Para os jogadores mais habilidosos, dois modos competitivos sazonais também estão disponíveis. A estrutura free-to-play é do tipo "freemium". Um progresso significativo pode ser feito sem comprar nada, mas o acesso a níveis mais altos de jogo e navios de guerra adicionais torna-se progressivamente mais difícil sem investimento financeiro.
World of Warships foi originalmente lançado para Microsoft Windows em 2015. A versão para computador foi seguida pelo jogo para celular iOS e Android intitulado World of Warships Blitz em 2018. As versões para console PlayStation 4 e Xbox One, intituladas World of Warships: Legends, seguiram em 2019 e foram lançados no PlayStation 5 e Xbox Series X/S em abril de 2021.

## Gameplay
World of Warships é um jogo de tiro tático de ritmo lento com três tipos básicos de armamento: artilharia naval, torpedos e aeronaves. A jogabilidade é baseada em equipe e permite que os jogadores trabalhem em equipe. Dentro de uma equipe, as divisões podem ser estabelecidas para permitir que um grupo de até três jogadores se juntem e lutem juntos. A equipe do jogador pode lutar contra outros jogadores (PvP) ou contra a IA (PvE) em vários tipos de batalha.
Os navios de guerra apresentados no jogo abrangem períodos desde o início do século 20, no alvorecer dos couraçados dreadnought, até os navios de guerra da década de 1950, incluindo muitos navios que foram planejados, mas nunca colocados em produção. O jogo tem quatro tipos diferentes de navios, cada um com seu próprio estilo de jogo: contratorpedeiros, cruzadores, encouraçados e porta-aviões. Submarinos foram adicionados ao jogo como parte dos testes da atualização 0.9.4. O jogo apresenta as marinhas das principais potências navais, incluindo a Marinha dos Estados Unidos, a Marinha Imperial Japonesa, a Marinha Real Britânica, a Marinha Nacional Francesa, a Marinha Imperial Alemã e Kriegsmarine, a Marinha Real Italiana e a Marinha Imperial Russa e Marinha da União Soviética. As marinhas holandesa, da Commonwealth, pan-europeia (principalmente sueca) e outras marinhas européias menores também estão representadas, juntamente com uma árvore pan-asiática com navios de várias marinhas do leste e sudeste asiático e uma nação pan-americana com navios das marinhas de países da América do Sul (como Brasil e Argentina). Os navios são separados por níveis (representados em números romanos, de I à X) que indicam a força e potência dos projetos navais desenvolvidos, bem como o aumento da complexidade dos armamentos utilizados pelas embarcações.
As batalhas cooperativas apresentam uma equipe de jogadores enfrentando uma equipe de bots controlados por IA, geralmente 9v9. As recompensas de crédito e experiência ganhas no jogo cooperativo são notavelmente menores do que as ganhas em Batalhas Aleatórias (PvE), que são o tipo de batalha mais popular no World of Warships. Nas Batalhas Aleatórias, os capitães são colocados em um jogo com outros jogadores de acordo com o sistema de matchmaking, sendo a maioria delas batalhas 12v12. Os cenários colocam uma equipe de jogadores contra ondas cada vez mais difíceis de oponentes controlados por IA em operações com objetivos únicos. Nos cenários, os jogadores podem entrar na fila sozinhos, mas são encorajados a reunir seus amigos em uma divisão; montar uma divisão completa de 7 jogadores aumentará muito as chances de sucesso.
As batalhas classificadas são um tipo de batalha sazonal e têm restrições a certos níveis de navios (geralmente do nível VI-X). Uma temporada de Batalhas Ranqueadas é dividida em sprints com duração de 1 a 3 semanas cada e compreende três Ligas - Bronze, Prata e Ouro. As batalhas classificadas envolvem jogadores progredindo em um sistema de classificação estilo escada em cada liga, de uma classificação baixa (como "Classificação 10") para uma classificação alta, com a Classificação 1 sendo o auge da escada. As Batalhas de Clãs são um tipo de batalha especial, disponível apenas em horários específicos e restritas a certos níveis de navios. Uma equipe é formada dentro de um único Clã por pelo menos um oficial.
As brigas são um tipo de batalha específico que tem uma duração mais curta de vários dias, mas uma longa disponibilidade durante o dia. As brigas são realizadas em pequenos formatos, como 1v1 ou 3v3, e suportam a participação solo ou em uma divisão. A Sala de Treinamento permite que os jogadores gerem cenários totalmente personalizados em um mapa de sua escolha, escolhendo a duração do jogo, as configurações da equipe e até o número exato de navios em cada equipe. Equipes desbalanceadas são permitidas.
O jogo também possui quatro modos básicos de jogo, que podem ocorrer com qualquer um dos tipos de batalha. Batalhas padrão, um modo de jogo clássico envolvendo times, cada um com sua base; Dominação, que apresenta várias áreas-chave no mapa que concedem pontos quando capturadas; Arms Race, que se concentra em melhorar as características dos navios do jogador capturando áreas-chave; e Epicenter, que inclui uma grande área de círculos concêntricos no centro do mapa (e em alguns mapas outras áreas-chave) onde o objetivo é capturar e manter toda a área central.

## Lançamento
Em 16 de agosto de 2011, o site da empresa Wargaming, desenvolvedora e editora de World of Tanks e World of Warplanes, anunciou "World of Battleships", um MMO de ação naval gratuito, destinado a completar a trilogia World of War desenvolvida pela companhia. Em 2 de agosto de 2012, o jogo foi renomeado para World of Warships. Depois que uma petição aberta por jogadores sul-coreanos foi assinada 40.000 vezes, a Wargaming removeu a Bandeira do Sol Nascente dos navios de guerra japoneses imperiais em julho de 2013. Depois disso, mais de 12.000 assinaturas foram coletadas solicitando a reimplementação da da bandeira em questão, mas a decisão não foi anulada. Em 14 de novembro de 2013, o jogo entrou em teste alfa fechado.
O teste beta fechado para World of Warships começou em 12 de março de 2015, logo após o término do alfa fechado, com o acordo de não divulgação cobrindo o alfa sendo suspenso ao mesmo tempo. Em 9 de abril de 2015, pacotes de pré-venda consistindo em navios de guerra premium e acesso ao teste beta fechado foram disponibilizados para compra pelos jogadores. O teste beta aberto para World of Warships começou em 2 de julho de 2015, como a etapa final antes do lançamento formal do jogo. A partir do teste beta aberto, aproximadamente 85% do desenvolvimento do jogo principal foi concluído e havia planos futuros para introduzir efeitos climáticos e batalha noturna após o lançamento oficial do jogo.
Em 3 de setembro de 2015, a Wargaming anunciou que o jogo havia saído do beta aberto. O jogo foi lançado oficialmente em 17 de setembro de 2015, e posteriormente lançado através do Steam e da Microsoft Store em 15 de novembro de 2017.
Uma versão iOS e Android intitulada World of Warships Blitz foi lançada pela Wargaming Mobile em 18 de janeiro de 2018. Uma versão para console do jogo de computador, World of Warships: Legends, foi anunciada em 20 de junho de 2018,  e foi lançada em Acesso antecipado e prévia de jogo para PlayStation 4 e Xbox One em 16 de abril de 2019. World of Warships: Legends foi totalmente lançado em 12 de agosto de 2019.
World of Warships: Legends foi reconstruído para oferecer suporte à jogabilidade do console, compartilhando o mesmo loop de jogo principal da versão para computador. No entanto, ele foi projetado para ter batalhas de ritmo mais rápido, progressão mais rápida e vários sistemas reformulados para caber nos jogadores de console.
De acordo com Malik Khatazhaev, gerente geral do Lesta Studio (o ramo da Wargaming que desenvolve o World of Warships), em maio de 2019, os usuários ativos mensais (MAU) do World of Warships ultrapassaram 1.000.000 de jogadores ativos em todo o mundo.

## Recepção
World of Warships tem uma pontuação de 81/100 no Metacritic. O site IGN concedeu uma pontuação de 8,3 de 10, afirmando que o combate é bom e que o trabalho em equipe do jogo é satisfatório. A GameSpot concedeu uma pontuação de 8,0 em 10, dizendo: "As emoções que o aguardam, junto com a promessa de desbloquear navios avançados no caminho, tornam o World of Warships uma expedição atraente nas águas turbulentas dos jogos gratuitos. " The Escapist concedeu quatro de cinco, dizendo "Com suas batalhas navais tensas e uma enorme variedade de embarcações históricas, World of Warships é o MMO gratuito que pode transformar qualquer um em um jogador de guerra".

### Prêmios
| 2014 | 4Gamer.net Rookie Silver     | Prêmio de Excelência (Excellence Award)                          | Venceu   | [ 38 ] |
| 2014 | Gamescom Award               | Melhor Jogo de Simulação do Ano                                  | Indicado | [ 39 ] |
| 2014 | IgroMir Awards               | Discovery of the Show                                            | Venceu   | [ 40 ] |
| 2014 | IgroMir Awards               | Melhor Jogo de Tiro Tático Online (Best Online Tactical Shooter) | Venceu   | [ 41 ] |
| 2016 | British Academy Games Awards | Melhor Jogo Multiplayer do Ano                                   | Indicado | [ 42 ] |
| 2016 | Golden Joystick Awards       | Melhor Jogo para PC do Ano                                       | Indicado | [ 43 ] |
| 2016 | Golden Joystick Awards       | Jogo Multiplayer do Ano                                          | Indicado | [ 43 ] |